# Grenzgraben Golßen
Der Grenzgraben Golßen ist ein Meliorationsgraben und linker Zufluss der Dahme im Landkreis Dahme-Spreewald in Brandenburg.

## Verlauf
Der Graben beginnt in Mahlsdorf, einem Ortsteil von Golßen und dort auf einer landwirtschaftlich genutzten Fläche, die östlich des Dorfkerns liegt. Westlich führt die Bahnstrecke Berlin–Dresden von Norden kommend in südlicher Richtung am Graben vorbei. Von dort verläuft der Graben vorzugsweise in nordnordöstlicher Richtung auf einer Länge von rund 1,7 km. Nördlich liegen mehrere Schwemmteiche, zu denen jedoch keine direkte Verbindung besteht. Im weiteren Verlauf fließt von Süden der Grenzgraben zu, der ebenfalls landwirtschaftliche Flächen entwässert. Der Graben verläuft in östlicher Richtung und entwässert schließlich in die Dahme.